# وعلان بسيط
وعلان بسيط (الاسم العلمي:Commelina modesta) هو نوع من النباتات يتبع جنس الوعلان من الفصيلة الوعلانية.